# Jabłoń Niedźwieckiego
Jabłoń Niedźwieckiego (Malus niedzwetzkyana) – w zależności od ujęcia systematycznego gatunek drzewa z rodziny różowatych lub kultywar jabłoni domowej. Została znaleziona w Kaszgirii w Turkiestanie przez rosyjskiego botanika Władysława Niedźwieckiego, a wprowadzona do uprawy w Europie w 1891 r. W Polsce gatunek rzadko w uprawie.

## Morfologia
PokrójNiewysokie drzewo (2–8 wysokości) lub krzew o rozłożystej koronie.
PędyCiemnowiśniowe, młode czerwone, także wewnątrz o odcieniach czerwienie z powodu wysycenia antocyjanami.
LiśćKształt eliptyczny lub jajowaty o długości od 4,5–8, drobno, podwójnie t tępo karbowano-piłkowane, młode czerwone, później brązowe i zielone z zaczerwienionymi ogonkami i nerwami.
Kwiatykarminowoczerwone 3–6 cm średnicy, u nasady płatki białe, jaśnieją podczas przekwitania.
OwocCzerwone, dość duże (5–6 cm średnicy), matowe, często o nierównej powierzchni, miąższ przesycony antocyjanami.

## Zastosowanie
- Sadzona jako roślina ozdobna. Rozmnażana jest wegetatywnie z odrostów korzeniowych lub sadzonek. Szlachetne odmiany jabłoni szczepione na jabłoni Niedźwieckiego odznaczają się niskimi wymiarami oraz wczesnym i obfitym owocowaniem. Z podkładek wyhodowanych z tej jabłoni szersze uznanie znalazła 'Rajka Budagowskiego', w Polsce znana i rozmnażana pod symbolem B9.
- Miczurin używając jabłoni Niedźwieckiego do krzyżówek wprowadził szereg odmian szlachetnych o dużych jadalnych owocach, czerwonej skórce i miąższu przesyconym antocyjanami. Odmiany te mają zwykle piękne czerwone kwiaty. Do najpopularniejszych należały 'Bellefleur Krasnyj', 'Bellefleur Rekord', 'Komsomolec'.
- Jako rośliny ozdobne mało cenione ze względu na brzydki pokrój i duże owoce, choć w wielu krajach uzyskano ich bardzo wiele. Najbardziej znane to 'Makamik', 'Scugog', 'Redford', 'Wislev Crab'.